# زولفو اسپرینگز (فلوریدا)
زولفو اسپرینگز (به انگلیسی: Zolfo Springs) شهری در شهرستان هاردی ایالت فلوریدا است که در سال ۱۹۰۴ بنیان‌گذاری شده‌است. این شهر طبق سرشماری سال ۲۰۱۰ میلادی، ۱٬۹۷۲ نفر جمعیت داشته و مساحت آن نیز ۳٫۹ کیلومتر مربع است.